# Syrphoctonus fraudulentus
Syrphoctonus fraudulentus är en stekelart som först beskrevs av Dasch 1964.  Syrphoctonus fraudulentus ingår i släktet Syrphoctonus och familjen brokparasitsteklar. Utöver nominatformen finns också underarten S. f. recurvatus.